# ライカミング郡 (ペンシルベニア州)
ライカミング郡（英: Lycoming County）は、アメリカ合衆国ペンシルベニア州の中央部に位置する郡である。面積で州内最大の郡である。人口は11万4188人（2020年）。郡庁所在地はウィリアムズポートであり、同郡で人口最大の都市である。
ライカミング郡はウィリアムズポート都市圏に属している。

## 歴史

### 郡の設立
ライカミング郡は1795年4月13日に、ノーサンバーランド郡から分離して設立された。その設立当時は今日よりもかなり大きかった。現在の州中北部となっている地域の大半が含まれていた。郡域の中から設立された郡としては、アームストロング郡、ブラッドフォード郡、センター郡、クリアフィールド郡、クリントン郡、インディアナ郡、ジェファーソン郡、マッキーン郡、ポッター郡、サリバン郡、タイオガ郡、ベナンゴ郡、ウォーレン郡、フォレスト郡、エルク郡、カメロン郡がある。当初はトーマス・ジェファーソンに因んでジェファーソン郡と名付けられていた。この名称には不満があることが分かった。名称の変更は数段階を要した。最初はライカミング郡が提案されたが拒否され、次にサスケハナ郡、さらにマンシー郡も拒否され、最後に州議会議員が現地を再訪して、ライカミング・クリークからライカミング郡が採用された。ライカミング・クリークはアメリカ独立戦争の前に境界紛争があったその中心にあった。

### 郡の最初
1615年、郡領域に最初に入ったヨーロッパ人はエティエンヌ・ブルレだった。ブルレはヌーベルフランスの運び屋であり、サスケハナ川西支流を下り、現在のマンシー近くで地元インディアンに捕まえられた後、逃亡してカナダに戻った。
1761年、最初の恒久的な家屋がマンシーに建てられた。ボウイアー・ブルックス、ロバート・ロバーツ、ジェイムズ・アレクサンダーが3軒の丸太小屋を建てた。
1772年、最初の製粉所がジョン・オルワードによってマンシー・クリーク沿いに建てられた。
1775年、サスケハナ川西支流沿いに最初の公共道路が建設された。現在のサンベリーにあったオーガスタ砦からインディアン道を辿り、現在のロックヘイブン近く、ボールドイーグル・クリークまで続いていた。
1786年、当時ジェイズバーグと呼ばれた場所に最初の教会であるライカミング長老派教会が建設された。現在はウィリアムズポート市のニューベリー地区にあたる。
1792年、ローランド・ホールがライカミング・クリーク沿いに最初の製材所を建てた。
1795年、ライカミング郡がノーサンバーランド郡から分離設立されてから間もなく、郡政府の最初の選挙が行われた。郡保安官にサミュエル・スチュワート、郡政委員にジョン・ハンナ、トマス・フォースター、ジェイムズ・クロウフォードが選ばれた。アンドリュー・グレッグはアメリカ合衆国下院議員の郡代表として選ばれ、ウィリアム・ヘップバーンがペンシルベニア州上院議員に、フラベル・ローン、ヒュー・ホワイト、ロバート・マーティンが州下院議員に選出された。
1823年、郡政府はロイアルソック・クリークとライカミング・クリークに架ける最初の橋建設の資金を手当てした。
1839年、最初の鉄道が通った。ウィリアムズポートと郡北部のラルストンを繋いだ。この鉄道はライカミング・クリークに沿って走っていた。

## 地理
ライカミング郡はフィラデルフィアから北西に直線距離で130マイル (209 km)、ピッツバーグからは東北東に同じく165マイル (266 km) の位置にある。アメリカ合衆国国勢調査局に拠れば、郡域全面積は1,244平方マイル (3,221 km2)であり、このうち陸地1,235平方マイル (3,198 km2)、水域は9平方マイル (23 km2)で水域率は0.72%である。陸地面積で州内最大の郡であり、ロードアイランド州よりも大きい。

### 交通

#### 主要高規格道路
- 州間高速道路180号線
- 州間高速道路99号線
- アメリカ国道15号線
- アメリカ国道220号線

#### ペンシルベニア州道
| - ペンシルベニア州道14号線 - ペンシルベニア州道42号線 - ペンシルベニア州道44号線 - ペンシルベニア州道54号線 - ペンシルベニア州道87号線 | - ペンシルベニア州道118号線 - ペンシルベニア州道184号線 - ペンシルベニア州道239号線 - ペンシルベニア州道284号線 - ペンシルベニア州道287号線 | - ペンシルベニア州道405号線 - ペンシルベニア州道414号線 - ペンシルベニア州道442号線 - ペンシルベニア州道554号線 - ペンシルベニア州道654号線 | - ペンシルベニア州道664号線 - ペンシルベニア州道864号線 - ペンシルベニア州道880号線 - ペンシルベニア州道973号線 |

#### 空港
郡内には公共空港が2つある。ウィリアムズポート地域空港からはフィラデルフィアまで毎日直行便が飛び、FBOは民間のジェット機やチャーター機が利用している。またジェリーショア空港は草地の滑走路のみなので軽飛行機のみが利用できる。

### 隣接する郡

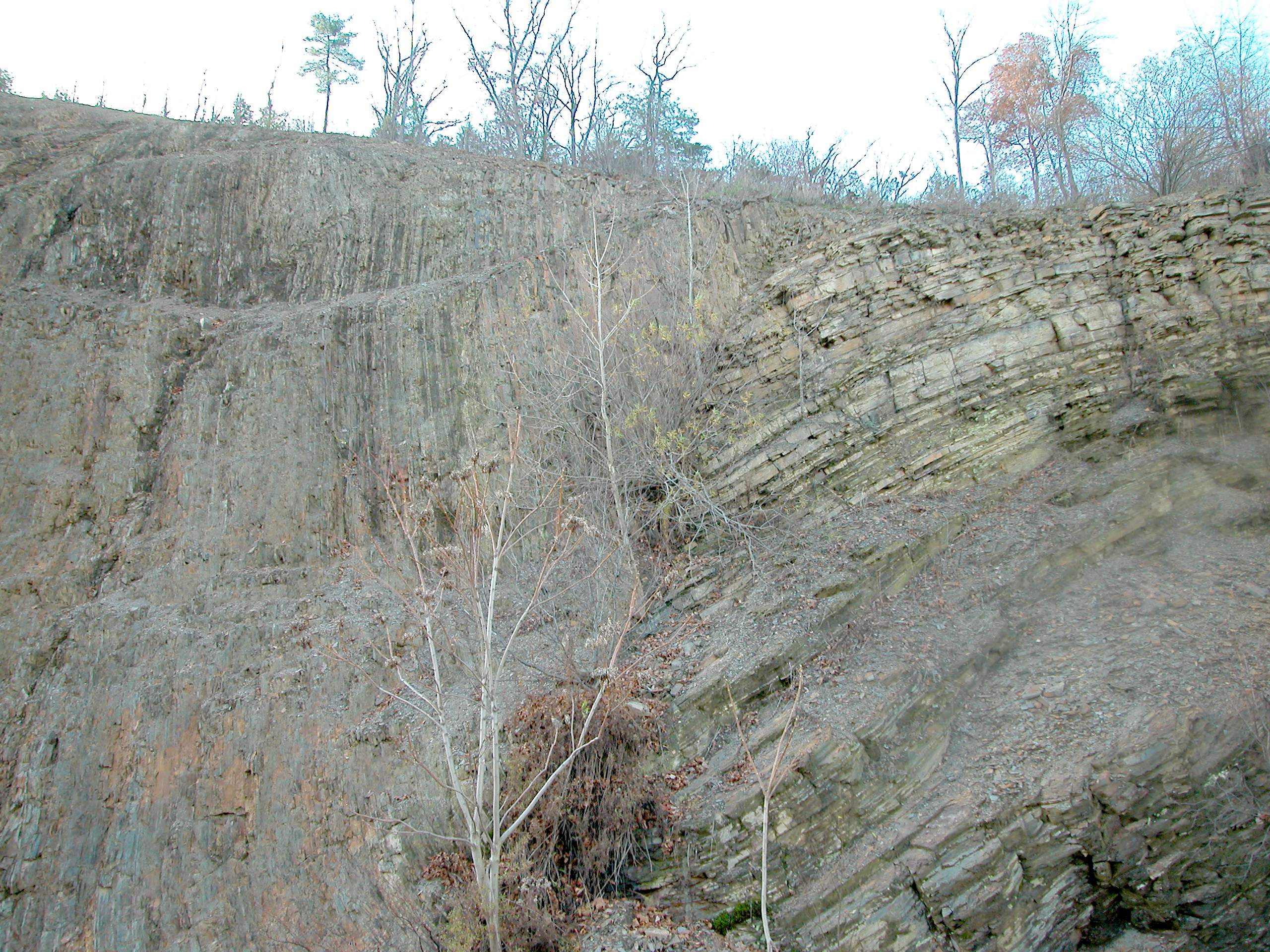
アリゲイニー高原とアパラチア山脈とを分ける線にある大きな断層、ウィリアムズポート近く

- ブラッドフォード郡 - 北東
- タイオガ郡 - 北
- サリバン郡 - 東
- コロンビア郡 - 南東
- モンツアー郡 - 南
- ノーサンバーランド郡  - 南
- ユニオン郡 - 南西
- クリントン郡 - 西
- ポッター郡 - 北西

### アパラチア山脈とアリゲイニー高原
ライカミング郡は南のアパラチア山脈と、北と東にある開析台地のアリゲイニー高原（山脈にも見られる）の間に分割され、その間にサスケハナ川西支流のバレーがある。

### サスケハナ川西支流
サスケハナ川西支流は、ジャージーショア・ボロの直ぐ西でクリントン郡から入る。ジャージーショアはその北西岸にある。その後は概して東に流れ、ウィリアムズポートまで15マイル (24 kilometers) でやや北向きに大きなカーブを描き、モンターズビル・ボロとデュボイスタウン・ボロ（どちらも北岸）からサウスウィリアムズポート（南岸）を辿る。
この川はライカミング郡を抜ける大半でボールドイーグル山（アパラチア・リッジ・アンド・バレーの北端尾根の1つ）のすぐ北を流れるが、山の端を過ぎると、南に向きを変え、マンシー・ボロ（東岸）に至る。モンゴメリー・ボロまで南流し、ライカミング郡から出ていく。そこではユニオン郡とノーサンバーランド郡の郡境になっている。この地点からノーサンバーランドで北支流と合流してサスケハナ川となり、南のチェサピーク湾まで流れる。

### 主要クリークと水域

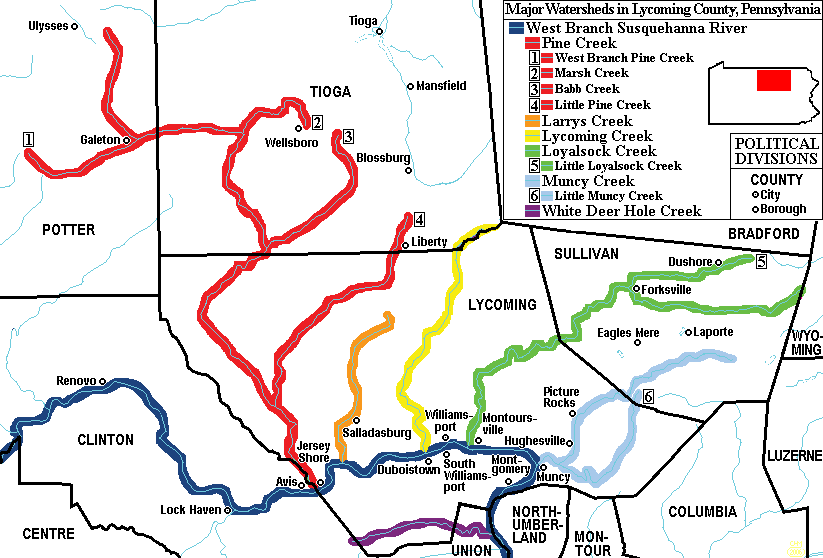
サスケハナ川西支流（暗緑色）と主要水流。西からパイン・クリーク（赤）、ラリーズ・クリーク（橙）、ライカミング・クリーク（黄）、ロイアルソック・クリーク（緑）、マンシー・クリーク（水色）、ホワイトディアホール・クリーク（紫）

郡内の主要クリークは全てサスケハナ川西支流の支流である。西支流の北岸に並んでおり、パイン・クリークとリトルパイン・クリークはジャージーショアの西で合流する。ラリーズ・クリークはサラダズバーグの南約4マイル (7 km) で合流する。ライカミング・クリークはウィリアムズポートの西で合流する。ロイアルソック・クリークはウィリアムズポートとモンターズビルの間で合流する。マンシー・クリークとリトルマンシー・クリークはマンシーのすぐ北で合流する。ロイアルソック・クリークとマンシー・クリークはサリバン郡の主要河川でもある。
ホワイトディアホール・クリークは唯一右岸にある。ボールドイーグル山の南にあり、西から東に流れている。ユニオン郡グレッグ・タウンシップのアレンウッド村でサスケハナ川西支流に合流する。その他右岸にあるクリークは比較的小さい。ニッペノーズ・バレーを流れるアンテス・クリーク（ライムストーン・タウンシップとニッペノーズ・タウンシップ）と、モスキート・クリーク（デュボイスタウン）、ヘイガーマンズラン（サウスウィリアムズポート）、ブラックホール・クリーク（モンゴメリー）がある。
ライカミング郡全体がチェサピーク湾水系にある。

## 人口動態
以下は2000年国勢調査による人口統計データである。
| 基礎データ - 人口: 120,044人 - 世帯数: 47,003 世帯 - 家族数: 31,680 家族 - 人口密度: 38人/km2（97人/mi2） - 住居数: 52,464 軒 - 住居密度: 16軒/km2（42軒/mi2） 人種別人口構成 - 白人: 93.91% - アフリカン・アメリカン: 4.32% - ネイティブ・アメリカン: 0.21% - アジア人: 0.42% - 太平洋諸島系: 0.01% - その他の人種: 0.26% - 混血: 0.86% - ヒスパニック・ラテン系: 0.67% 先祖による構成 - ドイツ系：38.5% - アメリカ人：11.7% - アイルランド系：9.0% - イギリス系：7.3% | 年齢別人口構成 - 18歳未満: 23.3% - 18-24歳: 9.7% - 25-44歳: 27.5% - 45-64歳: 23.4% - 65歳以上: 16.0% - 年齢の中央値: 38歳 - 性比（女性100人あたり男性の人口） - 総人口: 95.6 - 18歳以上: 92.8 世帯と家族（対世帯数） - 18歳未満の子供がいる: 29.9% - 結婚・同居している夫婦: 53.1% - 未婚・離婚・死別女性が世帯主: 10.3% - 非家族世帯: 32.6% - 単身世帯: 26.9% - 65歳以上の老人1人暮らし: 11.9% - 平均構成人数 - 世帯: 2.44人 - 家族: 2.95人 |

## 都市と町
ペンシルベニア州法の下では4種類の自治体がある。市、ボロ、タウンシップ、町である。

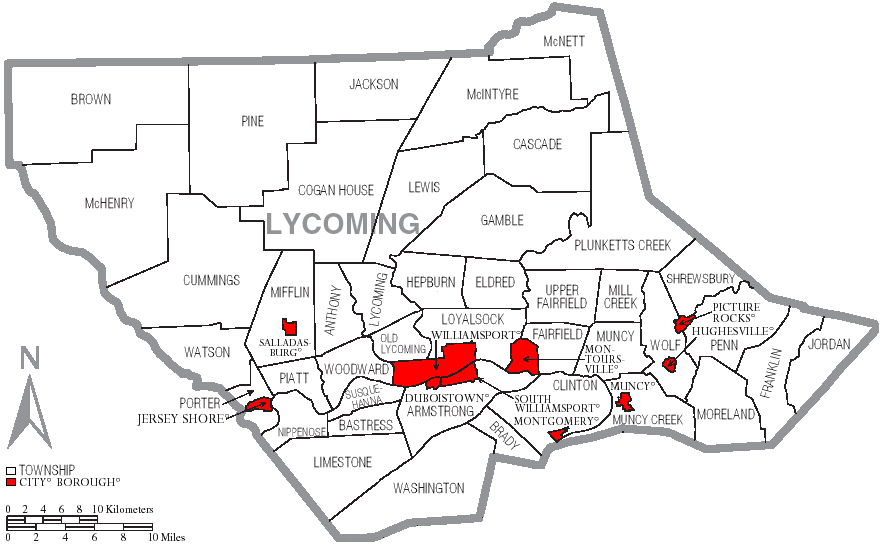
ライカミング郡の自治体、ボロは赤、タウンシップは白、国勢調査指定地域は青

### 都市
- ウィリアムズポート - 郡庁所在地

### ボロ
| - デュボイスタウン - ヒューズビル - ジャージーショア - モンゴメリー - モンターズビル | - マンシー - ピクチャーロックス - サラダズバーグ - サウスウィリアムズポート |

### タウンシップ
- アンソニー
- アームストロング
- バストレス
- ブラディ
- ブラウン（シーダーランとスレイトランの村を含む）
- カスケイド（ケリーバーグの村を含む）
- クリントン
- コーガンハウス（ビーチグローブ、ブルックサイド、コーガンハウス、ホワイトパインの村を含む）
- カミングス（ウォータービルの村を含む）
- エルドレッド（ウォーレンズビルの村を含む）
- ファフィールド
- フランクリン（レアズビルの村を含む）
- ギャンブル（カルバートの村を含む）
- ヘップバーン（コーガンステーション（一部はライカミング・タウンシップ）とヘップバーンビルの村を含む）
- ジャクソン（バトンウッドの村を含む）
- ジョーダン（ランガービルとユニティビルの村を含む）
- ルイス（ボーダインズ、フィールドステーション、トラウトランの村を含む）
- ライムストーン（コロムズビル、オリオール、オーバルの村を含む）
- ロイアルソック
- ライカミング（コーガンステーション（一部はヘップバーン・タウンシップ）とクイッグルビルの村を含む）
- マクヘンリー（カマル、ハニービル、ジャージーミルズ、オコームの村を含む）
- マッキンタイア（マーシュヒルとラルストンの村を含む）
- マックネット（シェマング、エレントン、レオリン、ペンブライン、ローリングブランチの村を含む）
- ミフリン
- ミルクリーク（ハンターズビル（一部はウルフ・タウンシップ）の村を含む）
- モアランド（オップの村を含む）
- マンシークリーク（クラークスタウンの村を含む）
- マンシー（ペンズデールの村を含む）
- ニッペノーズ（アンテスフォートの村を含む）
- オールドライカミング（ガーデンビュー国勢調査指定地域を含む）
- ペン（グレンモーア（一部はシュルーズベリー・タウンシップ）の村を含む）
- ピアット（ラリービルの村を含む）
- パイン（イングリッシュセンターとオレゴンヒルの村を含む）
- プランケッツクリーク（バーバーズとプロクターの村を含む）
- ポーター
- シュルーズベリー（グレンモーア（一部はペン・タウンシップ）とティボリの村を含む）
- サスケハナ（ニスベットの村を含む）
- アッパーフェアフィールド（ファラガットとロイアルソックビルの村を含む）
- ワシントン（エリムズポートの村を含む）
- ワトソン（トゥームズランの村を含む）
- ウルフ（ハンターズビル（一部はミルクリーク・タウンシップ）の村を含む）
- ウッドワード（リンデンの村を含む）

### 国勢調査指定地域
国勢調査指定地域はアメリカ合衆国国勢調査局が人口統計データを取るために設定した地域である。州法の下では実際の司法権が及ぶ範囲ではない。村などその他の未編入領域も下記に挙げる。
| - ファクソン - ガーデンビュー - ケンマー | - オーバル - ラウチタウン |

### 未編入の町
- シーダーラン
- ウォータービル、カミングス・タウンシップ

## 教育

### 高等教育機関
- ライカミング・カレッジ
- ニューポート実業大学
- ペンシルベニア工科カレッジ

### 公共教育学区

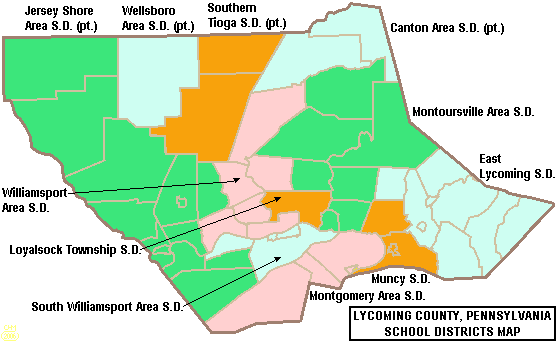
ライカミング郡教育学区の区分図

- カントン地域教育学区（一部はタイオガ郡内）
- 東ライカミング教育学区
- ジャージーショア地域教育学区（一部はクリントン郡内）
- ロイアルソック・タウンシップ教育学区
- モンゴメリー地域教育学区
- モンターズビル地域教育学区
- マンシー教育学区
- サウスウィリアムズポート地域教育学区
- サザンタイオガ教育学区（一部はタイオガ郡内）
- ウェルズボロ地域教育学区（一部はタイオガ郡内）
- ウィリアムズポート地域教育学区

### その他の公共団体
- ライカミング職業訓練センター[8] - ヒューズビル
- ブラスト中間ユニット第17号[9]

### 私立学校
2012年7月時点で、ペンシルベニア州教育省に登録される私立学校は次の通りである。
- ボールドイーグル学校 - モンゴメリー
- ブルックサイド学校 - モンゴメリー
- カントリサイド学校 - ジャージーショア
- フェアフィールド・アカデミー - モンターズビル
- LCCCs 子供開発センター - ウィリアムズポート
- マラナサ・ミッション学習コミュニティ - トラウトラン
- マラナサ・ミッション学習コミュニティ第11支所 - モンターズビル
- マラナサ・ミッション学習コミュニティ第13支所 - ジャージーショア
- マラナサ・ミッション学習コミュニティ第14支所 - リンデン
- マラナサ・ミッション学習コミュニティ第15支所 - ウィリアムズポート
- マラナサ・ミッション学習コミュニティ第18支所 - ウィリアムズポート
- マラナサ・ミッション学習コミュニティ第2支所 - サウスウィリアムズポート
- マラナサ・ミッション学習コミュニティ第3支所 - ウィリアムズポート
- マラナサ・ミッション学習コミュニティ第7支所 - モンゴメリー
- マラナサ・ミッション学習コミュニティ第9支所 - コーガンステーション
- マウンテンビュー・クリスチャン学校 - サウスウィリアムズポート
- マウンテンビュー学校 - ウィリアムズポート
- パインウッズ・ニッペノール・バレー - ジャージーショア
- シーニックマウンテン教区学校 - アレンウッド
- セントジョン・ニューマン地域アカデミー - ウィリアムズポート（OSTC学生を受け入れ）
- セントジョン・ニューマン地域アカデミーファクソン校 - ウィリアムズポート
- セントジョン・ニューマン地域アカデミー高校 - ウィリアムズポート（OSTC学生を受け入れ）
- バレーベル学校 - モンゴメリー
- ウェストブランチ学校 - ウィリアムズポート
- ホワイトディアバレー学校 - モンゴメリー
- ウィリアムズポート・クリスチャン学校 - ウィリアムズポート

### 図書館
郡内には公共図書館が6か所ある。
- ジェイムズ・V・ブラウン図書館[11]、ウィリアムズポート
- ヒューズビル地域公共図書館[12]
- ジャージーショア公共図書館[13]
- W・B・コンクル記念図書館[14]
- モンゴメリー地域公共図書館[15]
- マンシー公共図書館[16]

郡内では4つのオンライン図書館も運営されている。

### 公園とレクリエーション
郡内には3つの州立公園がある。
- リトルパイン州立公園
- サスケハナ州立公園
- アッパーパインボトム州立公園

州有林も郡内に2つが入っている。
- タイアダートン州有林、郡南部と西部
- ロイアルソック州有林、郡東部